# Teteltzingo
Teteltzingo är en ort i Mexiko.   Den ligger i kommunen Coscomatepec och delstaten Veracruz, i den sydöstra delen av landet, 210 km öster om huvudstaden Mexico City. Teteltzingo ligger 2 287 meter över havet och antalet invånare är 4 193.
Terrängen runt Teteltzingo är kuperad åt nordost, men åt sydväst är den bergig. Terrängen runt Teteltzingo sluttar österut. Runt Teteltzingo är det tätbefolkat, med 331 invånare per kvadratkilometer. Närmaste större samhälle är Heroica Coscomatepec de Bravo, 10,5 km öster om Teteltzingo. Omgivningarna runt Teteltzingo är en mosaik av jordbruksmark och naturlig växtlighet.